# Format MARC
Pour les articles homonymes, voir MARC.

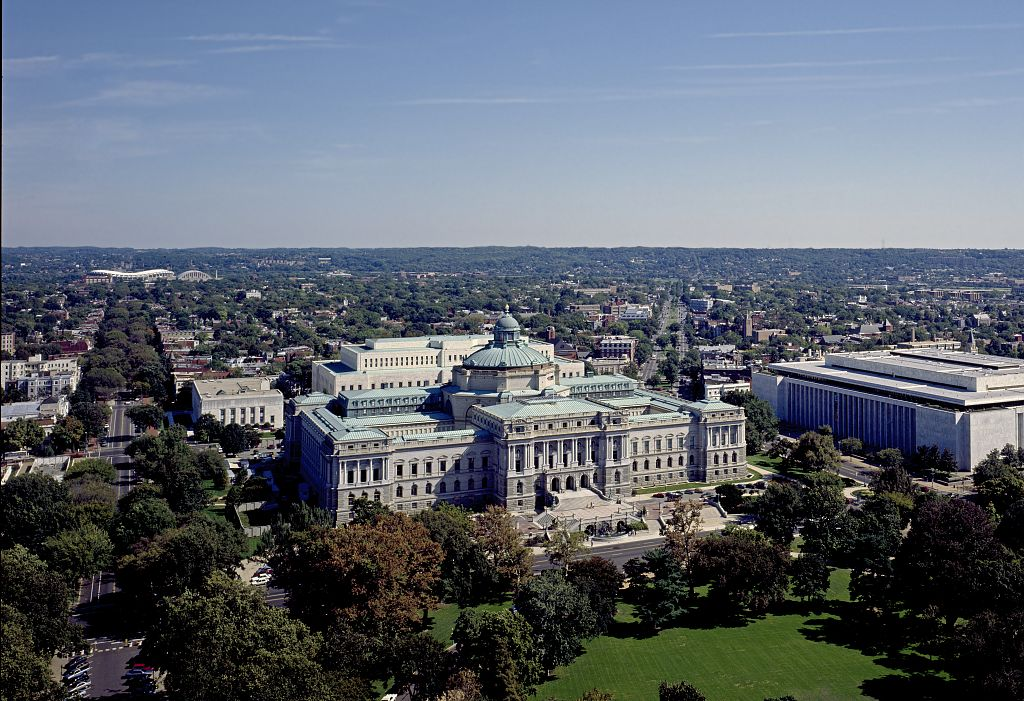
La bibliothèque du Congrès à Washington, D.C., pour laquelle le format MARC a été créé en 1968.

Le format MARC (acronyme de MAchine-Readable Cataloging) est un format d’échange de données bibliographiques informatisées des catalogues de bibliothèques, finalisé en 1968.
Il a été créé pour répondre au besoin, avec l’arrivée de l’informatique dans les années 1960, de traduire les règles de catalogage sur papier (l’ISBD) en langage machine. Il propose ainsi des grilles de saisie sous forme codée, qui attribuent des étiquettes à toutes les parties composant une notice de catalogage. Le but recherché est également de constituer un format d’échange, afin que les bibliothèques puissent échanger des notices, quel que soit le logiciel de gestion utilisé.
De ce format initial est ensuite née une multitude de déclinaisons, nationales et internationales, qui forment désormais la famille des formats MARC.

## Historique
Le format MARC a pour origine la Bibliothèque du Congrès. Elle confie une étude de faisabilité à la société Inforonics, puis les travaux conduisant à l'adoption du format commencent en 1965, pilotés par l'informaticienne Henriette Avram. Les objectifs du projet MARC I, qui portaient au départ sur les opérations de tri, évoluent rapidement vers la visée du transfert, puis de l’échange de données bibliographiques. Entre 1966 et 1968, seize bibliothèques participent à des tests en traitant chaque semaine des dizaines de milliers de notices au format MARC. Les conclusions de ces tests entraînent des modifications du format MARC I. Ensuite, de la collaboration avec les services de la British National Bibliography, naît le format MARC II en 1968. Et c'est en mars 1969 qu'est lancé le premier service d'échanges de notices au format MARC.  
Parallèlement, pour assurer l’interopérabilité entre les différents systèmes susceptibles d’adopter le MARC, la norme ISO 2709 a été élaborée afin de créer un dénominateur commun. 

## Principes
Le format MARC se présente comme une succession de champs de données, de longueur variable ou fixe portant chacun une étiquette (un nombre de 3 chiffres), et pour les champs de longueur variable deux indicateurs et des sous-champs, eux-mêmes de longueur variable ou fixe. Les délimiteurs de sous-champs dans un même champ sont caractérisés par le caractère dollar ($). Les sous-champs sont, soit répétables (duplicables pour accueillir une donnée de même niveau) soit non répétables.
Certains champs sont définis de manière précise par l'IFLA, mais il est possible pour les utilisateurs de créer des étiquettes locales comportant le chiffre 9. Ces données ne sont pas susceptibles d'être exportées au niveau international.
Grâce au développement des interfaces utilisateurs informatiques, les échanges de données MARC avec ce type de structure sont considérablement facilités entre bibliothèques. Ces formats structurés facilitent également la saisie des données bibliographiques dans des systèmes informatisés, qui peuvent offrir des filtres et/ou grilles de saisie par type de document facilitant ainsi le renseignement des champs qui concernent les documents qu'ils cataloguent. L'IFLA a défini de nombreux champs pouvant être utilisés pour des documents extrêmement divers. Certains formats MARC sont pré-structurés selon des grilles par type de document, ce qui a permis de créer des grilles pour presque tous les supports existants.
Beaucoup d'interfaces de saisie permettent de cacher totalement les grilles MARC en présentant des rectangles de saisie correspondant à chacune des données utiles.

## Variantes
Plusieurs variantes nationales et internationales ont vu le jour à partir de 1975 :
- USMARC : format national aux États-Unis ;
- CAN/MARC : format national au Canada ;
- MARC 21 : fusion d'USMARC, d'AUSMARC (Australie), d'UKMARC (Royaume-Uni) et de CANMARC, reconnue par l'IFLA comme format d'échange. Sa maintenance est effectuée par la Bibliothèque du Congrès ;
- UNIMARC : créé par l'IFLA en 1977. Initialement, il fut conçu pour être un format d'échange entre les autres formats MARC. Il suffisait alors de développer des programmes de conversion entre UNIMARC et chaque format et cela limitait alors les développements nécessaires. Depuis, il a été utilisé comme les autres formats et c'est par exemple devenu le format officiel d'échange de données en France [4];
- INTERMARC : conçu à l'origine comme le format national français, il est utilisé de manière interne par la Bibliothèque nationale de France, la Bibliothèque municipale de Fresnes, la Médiathèque départementale du Puy-de-Dôme et les bibliothèques des conservatoires de musique de Paris et Lyon.

La copie d'un catalogue au format MARC sur un support informatique est définie par la norme ISO 2709.

## Les évolutions du format MARC
Face aux évolutions technologiques et à l’émergence du Web, le format MARC se retrouve confronté à certaines limites et à une obsolescence croissante. Il doit donc évoluer pour s’adapter et ne pas disparaître. 
Ainsi, la Bibliothèque du Congrès s’est mise à développer en 2001 un projet pour utiliser le format MARC dans un environnement XML, afin d’élargir les possibilités de conversion des notices vers d’autres formats et de permettre l’utilisation de nouveaux protocoles. Deux schémas différents ont été développés :
- Le schéma MARC XML qui permet de représenter sous forme XML l'ensemble des champs du format MARC21
- Le schéma MODS (Metadata Object Description Schema) qui se situe entre des formats simplifiés orientés utilisateurs tels que le Dublin Core et le format MARC XML. Il est plus simple, mais moins complet que ce dernier.

En France, le projet BiblioML du Ministère de la Culture et de la Communication - Mission de la recherche et de la technologie a défini le format BiblioML qui est une représentation XML des formats bibliographiques et autorités UNIMARC.
Mais malgré ces évolutions, certains, comme Roy Tennant, annoncent la "mort du MARC". En 2012, la Bibliothèque du Congrès propose un nouveau format, baptisé BIBFRAME, qui s'appuie sur le modèle de graphe RDF et est censé remplacer le MARC 21.
Dans le cadre de la transition bibliographique, la France, quant à elle, se lance plutôt dans le projet d'imposer une nécessaire évolution à UNIMARC, afin qu'il permette l'exposition des données en RDF. Ce rôle est pris en charge par le Comité français UNIMARC (CfU). De son côté, la Bibliothèque nationale de France choisit elle aussi de transformer son format INTERMARC,.